# Zebanec Selo
Zebanec Selo (do roku 1991 oficiálně Zebanec–Selo, maďarsky Hidegfalu) je vesnice v severním Chorvatsku v Mezimuřské župě. Je součástí opčiny Selnica, od jejíhož stejnojmenného střediska se nachází 2 km jihovýchodně. Nejbližším městem je Mursko Središće, které se nachází asi 4 km severovýchodně. V roce 2011 žilo v Zebanec Selu 377 obyvatel. Počet obyvatel až do roku 2001 (kdy zde žilo 665 obyvatel) pravidelně stoupal, potom však prudce poklesl.
Název sídla, Zebanec, je společný se dvěma sousedními vesnicemi Donji Zebanec a Gornji Zebanec a je odvozen od slova zeba, znamenající pěnkava.
V Zebanec Selu se nachází křižovatka župních silnic Ž2005 a Ž2253, východně od něj též prochází státní silnice D209. Protéká zde potok Dolji potok, který je pravostranným přítokem řeky Mury.

## Sousední vesnice
| Růžice kompasu | Selnica        |              | Mursko Središće | Růžice kompasu |
| Růžice kompasu | Gornji Zebanec | Sever        |                 | Růžice kompasu |
| Růžice kompasu | Gornji Zebanec | Zebanec Selo |                 | Růžice kompasu |
| Růžice kompasu | Gornji Zebanec | Jih          |                 | Růžice kompasu |
| Růžice kompasu | Donji Zebanec  |              | Štrukovec       | Růžice kompasu |